# Pierre Kériec
 (janvier 2009).
Si vous disposez d'ouvrages ou d'articles de référence ou si vous connaissez des sites web de qualité traitant du thème abordé ici, merci de compléter l'article en donnant les références utiles à sa vérifiabilité et en les liant à la section « Notes et références ».
Pierre Kériec est un auteur de théâtre et de nouvelles né à Saint-Malo le 12 septembre 1935.

## Biographie
Né en 1935 à Saint-Malo, Pierre Kériec, alias Yann Geffroy, est le fils d'un instituteur et secrétaire de mairie ; il grandit à Saint-Christophe-des-Bois. Ancien élève du Lycée Jean Guéhenno à Fougères, Pierre Kériec s'est installé à Saint-Malo, toujours en pays gallo. Après s'être longuement intéressé au théâtre (auteur, comédien, metteur en scène…) dans le Trégor, où certaines de ses pièces ont été jouées (Anna, Le Crève-panse, Au taon qui passe, Crème anglaise…) par la compagnie théâtrale Vivre Aujourd'hui, il s'exprime par le biais des nouvelles, dont la plupart ont été publiées par Les Découvertes de la Luciole. Certaines de ces nouvelles ont été interprétées sur la scène du théâtre de l'Arche à Tréguier par le comédien Paul Nehr, de la Compagnie du Louarn (Mantallot, Côtes-d'Armor).
Il est membre de la SGDL depuis 2008 et de la SACD depuis 1995.
En 2020, il livre un Yéti Wood, un conte pour enfants illustré par Marie-Pierre Chaudet.

## Publications
Nouvelles
- Vie et mort d'un café, Les Découvertes de la Luciole, 2000, 2001, 2004.
- Eh ben, mon cochon…, Les Découvertes de la Luciole, 2001.
- Brise-larmes, Les Découvertes de la Luciole, 2004.

Romans
- Le Facteur de Saint-Armel, éditions Cheminements, 2005.
- Les déchirures d'Anna, Les Découvertes de la Luciole, septembre 2010.
- Ah, ces deux-là ![1], Les Découvertes de la Luciole, 2017, sous le pseudonyme de Yann Geffroy.

Fable
- Kino, la tortue de la fontaine, Les Découvertes de la Luciole, 2008.
- Kino baot ar feunteun, Les Découvertes de la Luciole, 2019. Traduit du breton par Kuzul ar brezhoneg.

Humour
- Oh, quand les saints s'en vont marchant..., Les Découvertes de la Luciole, septembre 2011. Illustrations de Charles Montigné.

Album
- Yéti Wood, illustré par Marie-Pierre Chaudet, Les Découvertes de la Luciole, 2020